# دراسات خضرية
يُقصد بالدراسات الخضرية أو النظرية الخضرية دراسة الخضرية أو النباتية الصرفة، داخل إطار الإنسانيات والعلوم الاجتماعية، بوصفها هوية وأيديولوجيا، واستكشاف ما تصوره في الأدب والفنون والثقافة الشعبية ووسائل الإعلام. تسعى الدراسات الخضرية، في استخدام مختصر للمصطلح، إلى التدليل على أن النباتية الصرفة هي «طريقة للتفكير والكتابة» و«وسيلة للنقد».
يناقش الباحثون، من خلال العمل في مجموعة متنوعة من التخصصات، قضايا عديدة منها حالة السلع الحيوانية، واللاحمية، والخضرية والنسوية البيئية، والخضرية والعرق، وتأثير تربية الحيوان على تغير المناخ. قد تسترشد الدراسات الخضرية، لارتباطها ارتباطًا وثيقًا بالدراسات الحيوانية النقدية، بنظرية العرق النقدية، والدراسات البيئية والنظرية الإيكولوجية النقدية، والنظرية النسوية، وما بعد الاستعمارية، وما بعد الإنسانية، ونظرية أحرار الجنس، عبر دمج مجموعة من منهجيات البحث التجريبية وغير التجريبية.

## التطوير

### الدراسات النباتية والالتفات للحيوان
أثارت العديد من أعمال النسوية البيئية والأعمال الفلسفية في سبعينيات وثمانينيات القرن العشرين، ككتاب بيتر سينجر تحرير الحيوان (1975)، وكتاب كارولين ميرشانت موت الطبيعة (1980)، وكتاب توم ريغان تأييد دعوى حقوق الحيوان (1983)، «لفت الانتباه تجاه الحيوان»، داخل إطار الإنسانيات والعلوم الاجتماعية، وزيادة في الاهتمام بالعلاقات البشرية غير البشرية.
أدت هذه المرحلة إلى تطوير علم الحيوان الإنساني، الذي يدرس طريقة تفاعل الإنسان مع الكائنات غير البشرية، وإلى تطوير الدراسات الحيوانية النقدية، وذلك في أوائل العقد الأول من القرن الحادي والعشرين، وهو مجال أكاديمي مخصص لدراسة ووضع حد لاستغلال الحيوان. تطورت الدراسات الحيوانية النقدية مباشرة، بعد إعلان تسميتها عام 2007، من حركة حقوق الحيوان. يرفض باحثو الدراسات الحيوانية النقدية، عبر انتقاد علم الحيوان الإنساني بوصفه ذا مركزية بشرية، وعبر السعي نحو «التحرير الكامل» (الذي يتضمن التحرر من الإنسان)، «التمييز بين الأنواع والأخلاقيات التي تتمركز حول الإنسان»، معلنين أنهم ملتزمون «بالقضاء على الاستغلال والإساءة والسيطرة على الحيوان والبيئة». تُعد الخضرية «المرجع لتطبيق إستراتيجية الدراسات الحيوانية النقدية».
ظهرت، منذ تسعينيات القرن العشرين، العديد من أعمال الدراسات النباتية، وهو ما أثرى التطور اللاحق للدراسات الخضرية. تضمن ذلك كتاب كارول جاي آدامز السياسة الجنسية للحوم (1990)، الذي وُصف بأنه أحد النصوص التأسيسية للدراسات الخضرية، والذي نشر فكرة «المرجع الغائب»: «تتمثل وظيفة المرجع الغائب في إبقاء «لحومنا» بعيدة عن أي تصور ذي صلة بحيوان ما في السابق… ولمنع النظر إلى الشيء من منظور شخصي». ربطت آدامز بين النباتية والنسوية، قائلة أن «قتل الحيوانات من أجل الغذاء قضية نسوية أخفقت النسويات في المطالبة بها». تضمنت الأعمال الأخرى التي أثرت في الدراسات الخضرية كتاب نيك فيديس اللحوم: إشارة طبيعية (1991)، وكتاب كولين سبنسر وليمة هرطقية (1996)، وكتاب تريسترام ستيوارت ثورة من دون دماء (2006)، وكتاب رود بريس خطايا اللحوم: تاريخ الفكر النباتي الأخلاقي (2008) الذي نشرته مطبعة جامعة كولومبيا البريطانية.

### تنامي الدراسات الخضرية
أوصى تقرير صادر عن برنامج الأمم المتحدة للبيئة، في عام 2010، بتحرك عالمي نحو اتباع نظام غذائي نباتي، وقد ساد على نحو متزايد في العالم الغربي على مدى العقد التالي. بدأ كذلك، وفقًا لباحثي الأدب الإنجليزي إيميليا كوين وبنجامين ويستوود، «دخول الخضرية إلى المجال الأكاديمي» في عام 2010 تقريبًا. أعلنت إيمي بريز هاربر، بعد وقت قصير من نشر مجموعتها أخت خصرية: نساء خضرية سود يتحدثن عن الغذاء، والهوية، والصحة، والمجتمع، التي حُررت عام 2010، عن مجموعة بحوث جديدة «تتقاطع فيها الدراسات الخضرية مع نظرية العرق النقدية»، وذلك عبر موقعها الإلكتروني، ذا سيستا فيغان بروجكت، وسعت نحو تطبيق «الدراسات المتعلقة بنظرية العرق النقدية والنسوية السوداء على الدراسات الخضرية في الولايات المتحدة». نشرت مجلة الدراسات الحيوانية النقدية، في ذلك العام، طبعة مكرسة لوجهات نظر النساء الملونات، والتي كانت «غائبة، على نحو يدعو للقلق، عن الدراسات الحيوانية النقدية والدراسات الخضرية بوجه عام».
ناقشت الباحثة الإعلامية إيفا جيرو، في ديسمبر 2013، علاقة الخضرية بالدراسات الحيوانية، والنسوية البيئية، وما بعد الإنسانية. ظهرت الأعمال الأكاديمية الخضرية بمجموعة نيك تايلور وريتشارد تواين لعام 2014 بعنوان تنامي الدراسات الحيوانية النقدية: من الهوامش إلى المركز، وقد ألقى بنجامين ويستوود وإيميليا كوين، في ديسمبر 2014، كلمة أمام حلقة عمل في جامعة يورك، نظمها مؤرخ الفن جيسون إدواردز بمناسبة الذكرى السبعين لتأسيس جمعية النباتيين في المملكة المتحدة، لمناقشة «التطور السريع في حقل النظرية الخضرية».
سجل الباحث الفرنسي رينان لارو، مؤلف كتاب الخضرية وأعداؤها (2015)، اسم النطاق veganstudies.org، في فبراير 2015، لتقديم أول دورة دراسية للدراسات الخضرية في الولايات المتحدة. بدأ لارو، في يناير 2016، وبصفته أستاذ مساعد بجامعة كاليفورنيا في سانتا باربارا، في تدريس «مدخل إلى الدراسات الخضرية»، ودراسة الباثوسنتريزم (مركزية المعاناة) ومفهوم اللاحمية لميلاني جوي ونفعية بيتر سينغر ونهج الأخلاق الواجبة لتوم ريغان وغاري فرانسيون ونسوية مارتي خيل البيئية وأخلاقيات الرعاية لكارول جاي آدامز. أنشأ راسموس سيمونسن وجودي كاستريكانو، في فبراير 2015، صفحة دراسات خضرية على فيسبوك، وأصدرا دعوة لإعداد أوراق بحثية تتناول مجموعة منقحة من النهج النقدية تجاه الخضرية.
اقترحت أستاذة اللغة الإنجليزية لورا رايت الدراسات الخضرية كمجال أكاديمي جديد في أكتوبر 2015 في كتابها مشروع الدراسات الخضرية: الغذاء والحيوانات والجندر في عصر الإرهاب، الذي نشرته مطبعة جامعة جورجيا، ووصفته بأنه «أول دراسة أكاديمية رائدة في العلوم الإنسانية تركز على الخضرية». تصف رايت الدراسات الخضرية بأنها «أخلاقيات معيشية متجسدة» توفر «منظورًا جديدًا للتحليل النقدي البيئي». كان عملها مدفوعًا ببحث يتعلق بأطروحتها للدكتوراه بشأن رواية جون ماكسويل كوتزي العار (1999) وحياة الحيوانات (1999)، وقد تأثرت بكتاب كارول آدامز السياسة الجنسية للحوم. عبرت رايت، وفقًا للباحثة الأدبية كيتلين ستوبي، عن الدراسات الخضرية بوصفها «دراسات نسوية بيئية بطبيعتها». نظم بنجامين ويستوود وإيميليا كوين، في مايو 2016، مؤتمر نحو نظرية خضرية، في كلية ولفسون بأكسفورد، وقد ألقت رايت الكلمة الرئيسية.
تشمل الأعمال الأخرى في حقل الدراسات الخضرية مجموعة بالغريف ماكميلان، التي حررها راسموس سيمونسن وجودي كاستريكانو عام 2016، وجهات نظر نقدية بشأن الخضرية، ومجموعة خاصة بمجلة آيل في ديسمبر 2017، ومجموعة بالغريف ماكميلان لعام 2018 حررها بنجامين ويستوود وإيميليا كوين، الفكر الخضري في الأدب والثقافة: نحو نظرية خضرية، وقد استندا في هذه المجموعة إلى مؤتمرهم بأكسفورد عام 2016. نشرت مطبعة جامعة نيفادا كتاب من تحرير رايت بعنوان عبر منظور دراسة خضرية: أخلاقيات النص والنضال المعيشي (2019). حررت رايت كذلك دليل روتليدج للدراسات الخضرية (2021).